# 新宇宙飛龍
《新大空魔龍》（日語：ガイキング LEGEND OF DAIKU-MARYU）是從2005年11月12日到2006年9月24日在朝日電視播放的機器人動畫。由東映動畫製作。從2006年4月開始在BS朝日等播放。

## 概要
雖然是根據以前東映動畫製作的機器人動畫片《大空魔龍Gaiking》（大空魔竜ガイキング）重製，但除了主角機械──大空魔龍，和一部分的登場人物名稱以外，人物、世界觀完全革新了，是原創的故事。
從2002年開始已有規劃重製，但是仍然被凍結，2004年以東京國際動畫博覽會pilot film，雖然被公開但是此後卻沒有進一步消息，不過2005年11月總算決定製作了。
前一個節目《鼻毛真拳》（ボボボーボ・ボーボボ）在沒有廣告主的狀態播放是一大限制，而急忙用這個節目廣播，詳細內容參照的事。
當初關東地區為早上10時50分播放，所以知名度不高。不過，改為早上6點30分播出後作品的知名度提高，吸引不少動畫片愛好者的目光。
大張正己、山下高明、西田達三、今石洋之，大塚健，金田伊功等眾多第一流動畫片繪製者參加，其中如第13、31回、38回等品質特別高。重制機器人動畫片也用以近幾年新奇的正統派作為目標的作品，作畫的品質也互相結合，成為儘管是不受惠的廣播環境隔超合金和模型，最後到愛好者被發售，現在本作品關聯的商品也正預定發售的受歡迎。
預計推出真人電影版 （页面存档备份，存于），由Valhalla Entertainment操刀。

## 概略
初中生石蕗大哉（ツワブキ・ダイヤ）擁有超群的運動能力，但是卻被周圍的人們排擠。5年前，石蕗大哉與父親乘小型船向海中心出發，突然在海上燃起了黑色火焰。火焰中出現了巨大怪獸，父親和船員們都落海了。不過，那時巨大機械龍出現，保護了石蕗大哉。可是誰都沒相信石蕗大哉的話。儘管如此，石蕗大哉反復練習體能以防怪獸再次出現。
終於，這個時刻來了。在石蕗大哉居住的鎮，和那時候一樣的怪獸出現。那時候幫助石蕗大哉巨大機器龍現身，龍的名字叫「大空魔龍」。魔龍的頭射出並變成超級機器人「骸骨王」的身體。石蕗大哉操控着「骸骨王」，在露露（ルル・アージェス）的指導下擊敗了怪獸。從大空魔龍的艦長「格里斯」知道地上世界正被「達留斯」盯上的石蕗大哉，離開了母親和朋友，踏上前往異世界達留斯的旅途。為了保護地面，也為了拯救被認為已死的父親。

## 人物介紹

### 大空魔龍隊
石蕗大哉（聲優：田中真弓，香港配音：曹啟謙）
13歲。骸骨王的主要駕駛員。
為了由於5年前的奇怪的事件父親成為失蹤，唯一仍相信父親在生的人，由露露口中知道他要在數年後加入大空魔龍而每天不斷努力地進行練習來使自己變得更強。是紅色火焰的持有者，因此能操控骸骨王。與露露感情十分好。其父親是在達留斯世界替達留斯大帝進行研究開發宇宙鄗地方的專案小組人員，船員編號47號。
其他譯名：
速水直人（聲優：進藤尚美，香港配音：雷碧娜）
大哉的朋友，第33話見到隆格受傷無法操舵，因而成為大魔龍舵手，應代理艦長露露邀請而加入，船員編號48號。
露露（聲優：川上倫子，香港配音：何璐怡）
13歲。有著綠色頭髮和瞳孔的美少女。是骸骨王的駕駛員的搭檔。察覺火焰的力量非常高，在軍艦內擔任著雷達的管理和偵察等。清秀的外表與迅速的行動力形成對比。父親為艦長格里斯，母親是陸地人，是為陸地人和達留斯人所生的混血兒。
格里斯（聲優：大川透，香港配音：朱子聰）
大空魔龍艦長，鮮少人見過他的真面目，船員編號1號。
羅紗·貝爾妮柯芙（聲優：半場友惠，香港配音：許盈）
陸地人，物理學家，在研究會上發表地下世界的存在卻被否定，心灰意冷之際遇見格里斯艦長的邀請，加入大空魔龍隊擔任副艦長，船員編號11號。
碧莉亞·李察特臣（聲優：木内レイコ，香港配音：陳凱婷）
刺針戰機的駕駛，船員編號23號。
李·劍星（聲優：草尾毅，香港配音：陳廷軒）
蛇龍駕駛，格鬥家，船員編號14號，曾傳授大哉武功。
迪克（聲優：鈴木達央，香港配音：黃啟昌）
殺手豹駕駛，出生地為洛杉磯，船員編號44號，父親為NEX會長。
大門（聲優：大友龍三郎，香港配音：黃子敬）
大空魔龍機關長，52歲，船員編號3號，喜好寫歌譜曲。
藤山靜（聲優：雪野五月）
大空魔龍機關士，大門的徒弟，23歲，曾經是刺針的駕駛員，船員編號13號，擁有異於常人的力氣。
隆格（聲優：園部啓一，香港配音：梁志達）
大空魔龍操舵手，強壯的黑人，25歲，船員編號16號，受傷後交棒給直人。
也文 / 芭蕉 / 布比（聲優：竹本英史 / 草尾毅 / 大川透，香港配音：黎景全 / 馮錦堂 / 李錦綸）
碧莉亞收的小弟，總是三人集體行動，船員編號27、28、29號。
泰朗（聲優：茶風林，香港配音：陳永信）
大空魔龍料理長，船員編號6號。
京子（聲優：前田愛，香港配音：黎桂芳）
廚房人員，腹黑女。
富蘭克林（聲優：岸尾大輔）
大空魔龍醫療班長，船員編號4號。
修理班長（聲優：福原耕平，香港配音：梁偉德）
大空魔龍修理班長，全名不明，船員編號15號。'
操作員（聲優：進藤尚美）
左近士郎（聲優：田中秀幸）
35歲，編號2號，人稱老師，與艦長、大門及富蘭克林為老戰友。

### 達留斯軍
達留斯17世（聲優：大友龍三郎，香港配音：張炳強）

#### 達留斯四天王
諾撒（聲優：岸尾大輔，香港配音：黃啟昌）
薇斯塔奴（聲優：進藤尚美，香港配音：謝潔貞）
薩斯佩吉（聲優：田中秀幸，香港配音：陳欣）
普洛伊斯特(盔甲型態)（聲優：竹本英史，香港配音：潘文柏）
次大帝 普洛伊斯特(真身)（聲優：池澤春菜，香港配音：鄭麗麗）

#### 新生達留斯四天王
妮琪塔（聲優：雪野五月，香港配音：曾秀清）
提爾米娜（聲優：齋藤千和，香港配音：沈小蘭）
巴尼修姆（聲優：平田廣明，香港配音：馮錦堂）
西岡特（聲優：園部啟一，香港配音：黎景全）

## 各話資料
| 話數 | 標題 | 中文標題（香港無線電視翡翠台）               | 劇本       | 演出                               | 角色 作畫監督     | 機械 作畫監督   | 美術       | 首次播放日期    |
| ---- | ---- | -------------------------------------------- | ---------- | ---------------------------------- | ----------------- | --------------- | ---------- | --------------- |
| 1    |      | 大空魔龍出現！                               | 三条陸     | （細田雅弘） （大塚健） 細田雅弘   | 直井正博          | 渡部圭祐        | 中村光毅   | 2005年 11月12日 |
| 2    |      | 我是被選中的戰士！？                         | 三条陸     | （入好さとる） 大塚隆史            | 水川弘里 成松義人 | 土橋昭人        | 吉田智子   | 11月19日        |
| 3    |      | 我要展開旅程！再見了媽媽！                   | 三条陸     | （康村諒） 高山秀樹                | 坂本聖一          | Nam Yeul Baik   | 中村光毅   | 11月26日        |
| 4    |      | 來啦！進入達留斯大行動                       | 三条陸     | （植田秀仁） 広嶋秀樹              | 梨澤孝司          | 袴田祐二 大塚健 | 吉田智子   | 12月3日         |
| 5    |      | 我們是壞人！？                               | 三条陸     | 泉明宏                             | 手島勇人          | 石田慶一        | 中村光毅   | 12月10日        |
| 6    |      | 點算好！？無法出擊！                         | 三条陸     | （中島豊） （入好さとる） 細田雅弘 | 高橋晃            | 榎本雅紀        | 清水まこと | 12月17日        |
| 7    |      | 激戰！代表驕傲的決鬥！                       | 隅沢克之   | 中村哲治                           | 直井正博          | 加野晃          | 中村光毅   | 12月24日        |
| 8    |      | 史上最小的強敵                               | 古怒田健志 | 山田徹                             | 山﨑展義          | 牟田口裕基      | 吉田智子   | 2006年 1月14日  |
| 9    |      | 指望明日！開火！                             | 三ツ浦孝   | （勝間田具治） 佐々木真哉          | 高瀬言            | 田村勝之        | 中村光毅   | 1月21日         |
| 10   |      | 露露的危機！海底的恐怖！！                   | 長谷川圭一 | （入好さとる） 広嶋秀樹            | 今木宏明          | 梨澤孝司        | 清水まこと | 1月28日         |
| 11   |      | 激震！將軍諾撒來襲！                         | 隅沢克之   | 泉明宏                             | 手島勇人 石田慶一 | 金阪秀行        | 中村光毅   | 2月4日          |
| 12   |      | 拚命！？禁用的反勝技！！                     | 三条陸     | （細田雅弘） 中島豊                | 高橋晃            | 榎本勝紀        | 吉田智子   | 2月18日         |
| 13   |      | 衝擊！艦長是我爸爸！？                       | 三条陸     | （大塚健） 古賀豪                  | 西田達三          | 大塚健          | 中村光毅   | 2月25日         |
| 14   |      | 遊樂場大戰！羅紗的休息日                     | 長谷川圭一 | （細田雅弘） （大塚健） 細田雅弘   | 山﨑展義          | 牟田口裕基      | 清水まこと | 3月19日         |
| 15   |      | 危險的逃亡者！爸爸的行蹤！                   | 古怒田健志 | （入好さとる） 広嶋秀樹            | 直井正博          | 梨澤孝司        | 中村光毅   | 3月26日         |
| 16   |      | 突破包團網！李與女豹！                       | 三条陸     | 芝田浩樹                           | 高橋晃            | 榎本勝紀        | 吉田智子   | 4月2日          |
| 17   |      | 是敵是友？危險的新戰力！                     | 三条陸     | 中村哲治                           | 石川修            | 大塚健          | 中村光毅   | 4月9日          |
| 18   |      | 超兵器！達留斯的皇牌！                       | 三条陸     | （細田雅弘） 吉田泰三              | 山崎健志 山崎展義 | 井上善勝        | 清水まこと | 4月16日         |
| 19   |      | 新皇帝的圈套！處決骸骨王！！                 | 古怒田健志 | （入好さとる） 広嶋秀樹            | 今木宏明          | 梨澤孝司        | 中村光毅   | 4月23日         |
| 20   |      | 小型機！秘寶爭奪賽！                         | 隅沢克之   | 中島豊                             | 高橋晃            | 榎本勝紀        | 吉田智子   | 4月30日         |
| 21   |      | 靈驗的占卜，露露得知天機！                   | 長谷川圭一 | 古賀豪                             | 直井正博          | 大塚健          | 中村光毅   | 5月7日          |
| 22   |      | 三傻燃起鬥志！被奪的骸骨王！！               | 三ツ浦孝   | （大塚健） 久城りおん              | 大坪幸麿          | まさひろ山根    | 秋山健太郎 | 5月14日         |
| 23   |      | 沙岡出走！靜靜逼近的暗殺部隊！               | 三条陸     | 細田雅弘                           | 山﨑展義          | 山﨑展義        | 清水まこと | 5月21日         |
| 24   |      | 擾亂戰場的粉紅河馬！誰是偶像？               | 井上敏樹   | （芝田浩樹） 中島豊                | 榎本勝紀          | 榎本勝紀        | 中村光毅   | 5月28日         |
| 25   |      | 掉進地獄谷底的艦員！你就是偶像！！           | 井上敏樹   | （大塚健） 広嶋秀樹                | 大籠之仁          | 大張正己        | 吉田智子   | 6月4日          |
| 26   |      | 惡夢的序曲！蘇醒的大地魔龍！                 | 三条陸     | （入好さとる） 吉田泰三            | 三井寿 阿部恵美子 | 井上善勝        | 中村光毅   | 6月11日         |
| 27   |      | 被揭露的黑暗過去！格里斯的悲哀面具！！       | 長谷川圭一 | 中島豊                             | 直井正博          | 梨澤孝司        | 秋山健太郎 | 6月25日         |
| 28   |      | 罪與罰與詛咒之子！愛恨的天空魔龍！！         | 長谷川圭一 | （大塚健） 広嶋秀樹                | 渡部圭祐          | 大塚健          | 清水まこと | 7月9日          |
| 29   |      | 接招！必殺全餐！最後竊笑者薩斯佩吉！！       | 古怒田健志 | 古賀豪                             | 榎本勝紀          | 榎本勝紀        | 中村光毅   | 7月16日         |
| 30   |      | 十三歲的第二代！催谷出總戰鬥力！露露艦長！！ | 三条陸     | 細田雅弘                           | 山﨑展義          | 牟田口祐基      | 吉田智子   | 7月23日         |
| 31   |      | 看他！讚美他！膜拜他！荒神降臨！！           | 三条陸     | （大塚健） 広嶋秀樹                | 椛島洋介          | 大塚健          | 中村光毅   | 7月30日         |
| 32   |      | 無武器！無彈藥！兩個人的地面作戰！           | 三条陸     | （入好さとる） 三塚雅人            | 直井正博          | 梨澤孝司        | 秋山健太郎 | 8月6日          |
| 33   |      | 再見純情！在不良心靈中點起熱火！！           | 古怒田健志 | 中島豊                             | 高橋晃            | 榎本勝紀        | 清水まこと | 8月13日         |
| 34   |      | NEX的心意！虎狼之都的天使之吻                | 長谷川圭一 | 吉田泰三                           | 阿部恵美子        | 井上善勝        | 中村光毅   | 8月20日         |
| 35   |      | 展開毀滅帝都行動                             | 隈沢克之   | （大塚健） 広嶋秀樹                | 直井正博          | 大塚健          | 吉田智子   | 8月27日         |
| 36   |      | 再遇！離經背道的父親！枉費我的愛！！         | 古怒田健志 | （古賀豪） 中島豊                  | 今木宏明          | 椛島洋介        | 中村光毅   | 9月3日          |
| 37   |      | 我的孩子                                     | 長谷川圭一 | （入好さとる） 三塚雅人            | 榎本勝紀          | 榎本勝紀        | 秋山健太郎 | 9月10日         |
| 38   |      | 各位！燃燒吧！                               | 三条陸     | （大塚健） 広嶋秀樹                | 石野聡            | 大塚健          | 中村光毅   | 9月17日         |
| 39   |      | 你的地球！你的未來！                         | 三条陸     | 細田雅弘                           | 山﨑展義 山﨑健志 | 大塚健          | 清水まこと | 9月24日         |

## 主題歌
OP
「GAIKING」（1 - 39話）
作詞：YOFFY / 作曲：IMAJO / 編曲：大石憲一郎 & PSYCHIC LOVER / 唱：PSYCHIC LOVER
香港版本 「奮勇的戰士 （页面存档备份，存于）」
作詞：陳詩慧 / 作曲：IMAJO / 編曲：周永恆 / 唱：敖嘉年
ED
（1 - 26話）
作詞：MIZUE / 作曲、歌：德永英明 / 編曲：坂本昌之
「Oh！my god」（27 - 38話）
作詞：青木久美子 / 作曲：YOFFY / 編曲：大石憲一郎 / 歌：PSYCHIC LOVER
插入曲
（5話、30話）
作詞・作曲：YOFFY / 編曲：大石憲一郎、サイキックラバー / 歌：サイキックラバー
（31話、35話、38話）
作詞：青木久美子 / 作曲：小杉保夫 / 編曲：大石憲一郎 / 歌：串田アキラ
（25話）
作詞：柚木美祐 / 作曲・編曲：池田森 / 歌：露露(川上倫子)

## 外部連結
- テレビ朝日公式
- 東映アニメーション公式 （页面存档备份，存于）
- 真人電影預告by Youtube （页面存档备份，存于）